# Mestre-esclau (tecnologia)

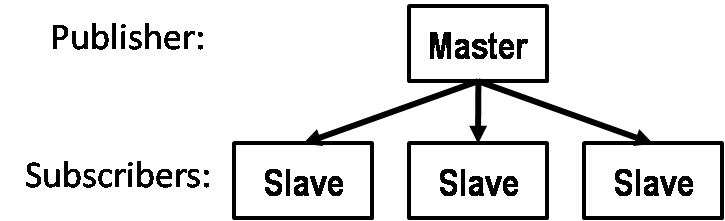
Fig.1 Estructura Mestre/Esclau

Mestre/Esclau (en anglès Master/Slave) és un model de comunicacions on un dispositiu o procés realitza un control unidireccional sobre altres dispositius, la qual cosa vol dir que el dispositiu mestre sempre mana sobre els altres dispositius.

## Exemples
- En un ordinador el microcontrolador és el mestre i els perifèrics són els esclaus.[3]
- En els busos I2C, SPI, DMX, M-Bus, SMBus el microcontrolador és el mestre i els perifèrics són els esclaus.
- En un bus Ethernet o Wi-Fi, es pot configurar com a Mestre/Esclau o no.